# Libéma Open 2018
Il Libéma Open 2018 è stata la 29ª edizione del torneo di tennis giocato sull'erba, noto dal 2016 al 2017 come Ricoh Open. Ha fatto parte della categoria ATP Tour 250 nell'ambito dell'ATP World Tour 2018 e della categoria International nell'ambito del WTA Tour 2018. È stato un evento combinato sia maschile che femminile e si è disputato all'Autotron park di 's-Hertogenbosch, nei Paesi Bassi, dall'11 a 17 giugno 2018.

## Partecipanti ATP

### Teste di serie
| Nazionalità | Giocatore          | Ranking* | Testa di serie |
| ----------- | ------------------ | -------- | -------------- |
| Francia     | Adrian Mannarino   | 26       | 1              |
| Francia     | Richard Gasquet    | 32       | 2              |
| Lussemburgo | Gilles Müller      | 34       | 3              |
| Spagna      | Fernando Verdasco  | 35       | 4              |
| Grecia      | Stefanos Tsitsipas | 39       | 5              |
| Paesi Bassi | Robin Haase        | 44       | 6              |
| Giappone    | Yūichi Sugita      | 48       | 7              |
| Italia      | Andreas Seppi      | 50       | 8              |

* Ranking al 28 maggio 2018.

### Altri partecipanti
I seguenti giocatori hanno ricevuto una wild card per il tabellone principale:
- Tallon Griekspoor
- Mackenzie McDonald
- Stefanos Tsitsipas

I seguenti giocatori sono passati al tabellone principale attraverso le qualificazioni:

- Alex Bolt
- Max Purcell
- Franko Škugor
- Bernard Tomić

I seguenti giocatori sono entrati in tabellone come lucky loser:
- Kevin King
- John-Patrick Smith
- Tim Smyczek

### Ritiri
Prima del torneo
- Aleksandr Dolhopolov → sostituito da  Kevin King
- Tallon Griekspoor → sostituito da  John-Patrick Smith
- Ryan Harrison → sostituito da  Malek Jaziri
- Filip Krajinović → sostituito da  Marius Copil
- Karen Chačanov → sostituito da  Evgenij Donskoj
- Lu Yen-hsun → sostituito da  Yuki Bhambri
- Andy Murray → sostituito da  Vasek Pospisil
- Tennys Sandgren → sostituito da  Jérémy Chardy
- Pierre-Hugues Herbert → sostituito da  Tim Smyczek

## Partecipanti WTA

### Teste di serie
| Nazionalità | Giocatrice          | Ranking* | Testa di serie |
| ----------- | ------------------- | -------- | -------------- |
| Stati Uniti | Coco Vandeweghe     | 15       | 1              |
| Belgio      | Elise Mertens       | 16       | 2              |
| Paesi Bassi | Kiki Bertens        | 22       | 3              |
| Estonia     | Anett Kontaveit     | 24       | 4              |
| Cina        | Zhang Shuai         | 27       | 5              |
| Belgio      | Alison Van Uytvanck | 46       | 6              |
| Serbia      | Aleksandra Krunić   | 47       | 7              |
| Bielorussia | Aryna Sabalenka     | 48       | 8              |

* Ranking al 28 maggio 2018.

### Altre partecipanti
Le seguenti giocatrici hanno ricevuto una wild card per il tabellone principale:
- Richèl Hogenkamp
- Anna Kalinskaja
- Bibiane Schoofs

Le seguenti giocatrici sono passate dalle qualificazioni:

- Anna Blinkova
- Valentini Grammatikopoulou
- Veronika Kudermetova
- Antonia Lottner
- Marina Mel'nikova
- Fanny Stollár

Le seguenti giocatrici è entrata in tabellone come lucky loser:
- Tereza Martincová

### Ritiri
Prima del torneo
- Sabine Lisicki → sostituita da  Viktória Kužmová
- Magda Linette → sostituita da  Tereza Martincová
- Lesja Curenko → sostituita da  Ekaterina Aleksandrova

## Campioni

### Singolare maschile
Richard Gasquet ha sconfitto in finale  Jérémy Chardy con il punteggio di 6–3, 7–6(5).
- È il quindicesimo titolo in carriera per Gasquet, il primo della stagione.

### Singolare femminile
Aleksandra Krunić ha sconfitto in finale  Kirsten Flipkens con il punteggio di 6(0)–7, 7–5, 6–1.

### Doppio maschile
Dominic Inglot /  Franko Škugor hanno sconfitto in finale  Raven Klaasen /  Michael Venus con il punteggio di 7–6(3), 7–5.

### Doppio femminile
Elise Mertens /  Demi Schuurs hanno sconfitto in finale  Kiki Bertens /  Kirsten Flipkens con il punteggio di 3–3, rit.